# Стивенс, Джеймс Френсис
Джеймс Френсис Стивенс (англ. James Francis Stephens; 16 сентября 1792, Лондон, — 22 декабря 1852, там же) — английский энтомолог.
Стивенс служил с 1807 по 1845 годы в Британском Адмиралтействе в Сомерсет-хаус в Лондоне. В своё свободное время он помогал зоологу Уильяму Элфорду Личу устраивать коллекцию насекомых в Британском музее. После своей отставки его собственная коллекция насекомых, также содержавшая много типовых экземпляров, была приобретена Британским музеем.
В 1833 году он был соучредителем Энтомологического общества Лондона — предшественницы Королевского энтомологического общества Лондона. С 1837 по 1838 год он был его президентом.

## Труды
- Nomenclature of British Insects: Being a Compendious List of Such Species. 1829.
- General Zoology, or systematic natural history. 1800—26: Die letzten 6 Bände dieses 16-bändigen Werks gab Stephens nach dem Tod von George Shaw heraus.
- A systematic Catalogue of British insects: being an attempt to arrange all the hitherto discovered indigenous insects in accordance with their natural affinities. Containing also the references to every English writer on entomology, and to the principal foreign authors. With all the published British genera to the present time. 1829.
- Illustrations of British Entomology; or, a synopsis of indigenous insects, containing their generic and specific distinctions; with an account of their metamorphoses, times of appearance, localities, food, and economy, as far as practicable. 10 Bände, 1828—1846. Online.
- A Manual of British Beetles. 1839.